# Carlos Montalbán
Carlos Montalbán (5 de junio de 1903-28 de marzo de 1991) fue un actor mexicano de diversas facetas.
Hermano mayor del actor Ricardo Montalbán y no tan famoso como él, se lo recuerda por una serie de anuncios de café en la década de 1960 y por haber interpretado a dos personajes llamado "Vargas": la primera vez en 1970 con The Out of Towners (Los encantos de la gran ciudad), protagonizada por Jack Lemmon, y al año siguiente en Bananas de Woody Allen.
En 1943 trabajó en dos películas argentinas dirigidas por Francisco Mugica: El espejo y La guerra la gano yo.
Montalbán fue también la voz de un conocido actor y locutor más; fue más conocido como la voz oficial en español de los cigarrillos Marlboro en todo el mundo.